# Broken Dolls
Broken Dolls es el tercer episodio de la segunda temporada y vigésimo sexto episodio a lo largo de la serie estadounidense de drama y ciencia ficción, Arrow. El episodio fue escrito por Marc Guggenheim y Keto Shimizu, dirigido por Glen Winter y fue estrenado el 23 de octubre de 2013.
Quentin descubre que Barton Mathis, un criminal a quien arrestó años atrás escapó de prisión durante el terremoto y ha vuelto a torturar y asesinar mujeres. Felicity se ofrece como cebo para que el Vigilante y Diggle con la ayuda del oficial Lance puedan atrapar a Mathis, pero el plan no sale como estaba pensado. En venganza, Mathis secuestra a Laurel y planea asesinarla mientras su padre observa. Por otra parte, Oliver y Thea se sorprenden cuando se enteran de que Adam Donner está pidiendo la pena de muerte para Moira y Oliver pide ayuda a Roy para contactar a Canario Negro.

## Argumento
Oliver es salvado por Canario Negro de la trampa que Laurel le puso, ambos logran salir y cuando Oliver intenta hablar con ella, la mujer desaparece. The Arrow busca a Roy para que lo ayude a contactar a la misteriosa mujer. Roy se las arregla para descubrir que una chica llamada Sin puede guiarlo hasta la Vigilante. El oficial Lance descubre que Barton Mathis, un criminal a quien arrestó años atrás escapó de la prisión de Iron Heights durante el terremoto y ha vuelto a torturar y asesinar mujeres, sin embargo recibe órdenes Frank Pike de no entrometerse en el caso.
Frustrado por la restricción de su superior, Quentin busca la ayuda de The Arrow y le da su archivo personal sobre el caso, Oliver acepta ayudarlo. El par irrumpen en el laboratorio encargado de realizar las pruebas a la evidencia encontrada sobre el caso para descubrir la conexión entre las víctimas cuando lo hacen, Felicity se ofrece como cebo para que The Arrow y Diggle con la ayuda del oficial Lance puedan atrapar a Mathis, pero el plan no sale como estaba pensado por lo que Quentin interviene siendo arrestado por órdenes de Pike por entorpecer la investigación.
Laurel se molesta con su padre cuando se entera de que está trabajando con el vigilante y le pide que se olvide del caso de Mathis, Quentin le dice que su repentina molestia con The Arrow se debe a algo más, pero ella lo niega. A Oliver se entera de que Mathis secuestrado a Quentin y Laurel. Mathis le revela a Quentin que asesinar a Laurel será la forma de destruirlo, sin embargo, el vigilante llega e impide que Mathis logre su cometido, iniciando una persecución en la que interviene Canario Negro, asesinando a Mathis cuando Oliver revela que su intención es enviarlo de nuevo a la cárcel.
En las mociones previas al juicio de Moira, Jean Loring pide que le sea concedida la fianza a su clienta pero el Juez se niega y el Fiscal Donner revela su intención de pedir la pena de muerte para la acusada, lo que sorprende tanto a Moira y su abogada como a Thea y Oliver. Más tarde, Oliver le promete a su hermana que no permitirá que su madre sea ejecutada. En una entrevista con Loring, Moira revela que aún sigue guardando secretos y por protegerlos está dispuesta a aceptar la muerte. Canario Negro es localizada por un por un agente de Ra's al Ghul, quien demanda su regreso. La mujer se niega y asesina al agente.
En un flashback a la isla, Slade insiste a Oliver que Shado se está convirtiendo en una distracción para él. Los dos dejan a la chica examinando los cadáveres que encontraron en la cueva, mientras ellos van a inspeccionar la isla. Pronto, Slade y Oliver descubren que el nuevo grupo está bombardeando la isla cerca de la localización del avión que les sirve como guarida, alarmado por la seguridad de Shado, Oliver regresa corriendo para intentar salvarla pero es aturdido por una explosión. En su aturdimiento, Oliver ve a Slade envuelto en llamas mientras llama a gritos a Shado. Más tarde, Oliver despierta como prisionero a bordo de un barco llamado Amazo.

## Elenco
- Stephen Amell como Oliver Queen.
- Katie Cassidy como Dinah Laurel Lance.
- David Ramsey como John Diggle.
- Willa Holland como Thea Queen.
- Emily Bett Rickards como Felicity Smoak.
- Colton Haynes como Roy Harper.
- Manu Bennett como Slade Wilson.
- Susanna Thompson como Moira Queen.
- Paul Blackthorne como el oficial Quentin Lance.

## Continuidad
- El episodio marca la primera aparición de Sin, Barton Mathis y Jean Loring.
- Moira Queen, Quentin Lance, Canario Negro y Adam Donner fueron vistos anteriormente en City of Heroes.
- Lucas Hilton fue visto anteriormente en Sacrifice.
- Canario Negro salva al Vigilante de la trampa de Laurel.
- Shado revela que fue estudiante de medicina cuando examina uno de los cadáveres que encontraron en la cueva.
- Se revela que el terremoto en los Glades dañó la prisión de Iron Heights, razón por la cual Barton Mathis pudo escapar.
- Quentin Lance es detenido por obstruir el caso del Creador de Muñecas y se revela que su segundo nombre es Larry.
- Adam Donner pide la pena de muerte para Moira.
- Quentin Lance llama The Arrow por primera vez al Vigilante.
- Laurel acepta que se siente culpable por la muerte de Tommy.
- En este episodio se muestra que Oliver abandonó la isla como prisionero.
- Se revela que Canario Negro está vinculada con Ra's al Ghul.

## Banda sonora[3]
| N.º | Intérprete  | Título             | Álbum     |
| --- | ----------- | ------------------ | --------- |
| 1   | Telekinesis | You Take It Slowly | Dormarion |

## Desarrollo

### Producción
La producción de este episodio comenzó el 23 de julio y terminó el 31 de julio de 2013.

### Filmación
El episodio fue filmado del 1 al 13 de agosto de 2013.

### Casting
El 18 de julio de 2013, fue anunciado que la actriz Caity Lotz fue contratada para interpretar a Canario Negro y significará un paso más en la evolución Laurel Lance en su camino a convertirse en dicha heroína. El 12 de agosto fue anunciado que Teryl Rothery interpretará a Jean Loring, una vieja amiga y consejera legal de Moira que la ayudará con el problema de su implicación en la destrucción de los Glades, tres días más tarde, se anunció la incorporación de Bex Taylor-Klaus como Sin, una chica rebelde con una conexión con Roy Harper.

## Recepción

### Recepción de la crítica
Christopher Monigle de Starpulse calificó positivamente el episodio diciendo: "Arrow está en un lugar fantástico en estos momentos. Los personajes, el guion, la historia, la coreografía de lucha, y los flashbacks son excelentes. La historia Barton Mathis fue bastante mala, pero la forma en que se que se contó fue para profundizar en los Lance y es lo que hace la serie".
Jesse Schedeen, de IGN calificó al episodio de sorprendente y le otorgó una puntuación de 9.3, diciendo: "Este episodio sin duda hizo una declaración. Tan fuerte como esta segunda temporada ha sido ya, "Broken Dolls" ha elevado el nivel sorprendentemente temprano en la temporada gracias a un gran villano, un montón de impulso en varios frentes y  varias escenas de acción memorables. Había muy poco para no amar esta semana".

### Recepción del público
En Estados Unidos, Broken Dolls fue visto por 2.89 millones de espectadores, recibiendo 0.9 millones de espectadores entre los 18 y 49 años, de acuerdo con Nielsen Media Research.